# Parque natural de Cornalvo
El parque natural de Cornalvo es un espacio natural protegido situado en la provincia española de Badajoz, Extremadura.

## Geografía
El parque natural se localiza en el centro geográfico de la comunidad autónoma de Extremadura, entre el río Guadiana y el límite provincial de Cáceres. Puede considerarse el vértice de un amplio corredor natural que atraviesa la región, extendiéndose por el oeste a lo largo de la sierra de San Pedro y sus estribaciones y continuando a través de la sierra de Montánchez y el macizo de Villuercas por el este. Cornalvo se integra dentro de esta encrucijada, siendo el puente de unión entre ambas áreas y a la vez el límite más meridional de dicho corredor.
Se trata de un área con suaves relieves que únicamente se ven interrumpidos por las alineaciones montañosas de sierra Bermeja y sierra del Moro, que conforman el límite sur del espacio. El río Aljucén, junto con los arroyos del Muelas y de la Fresneda son los principales cursos fluviales, presentando una vegetación de rivera con un buen grado de conservación.
La superficie del parque natural de Cornalvo es de 11 601 hectáreas, y afecta a los siguientes términos municipales de la provincia de Badajoz: Aljucén, Guareña, Mirandilla, Mérida y San Pedro de Mérida.

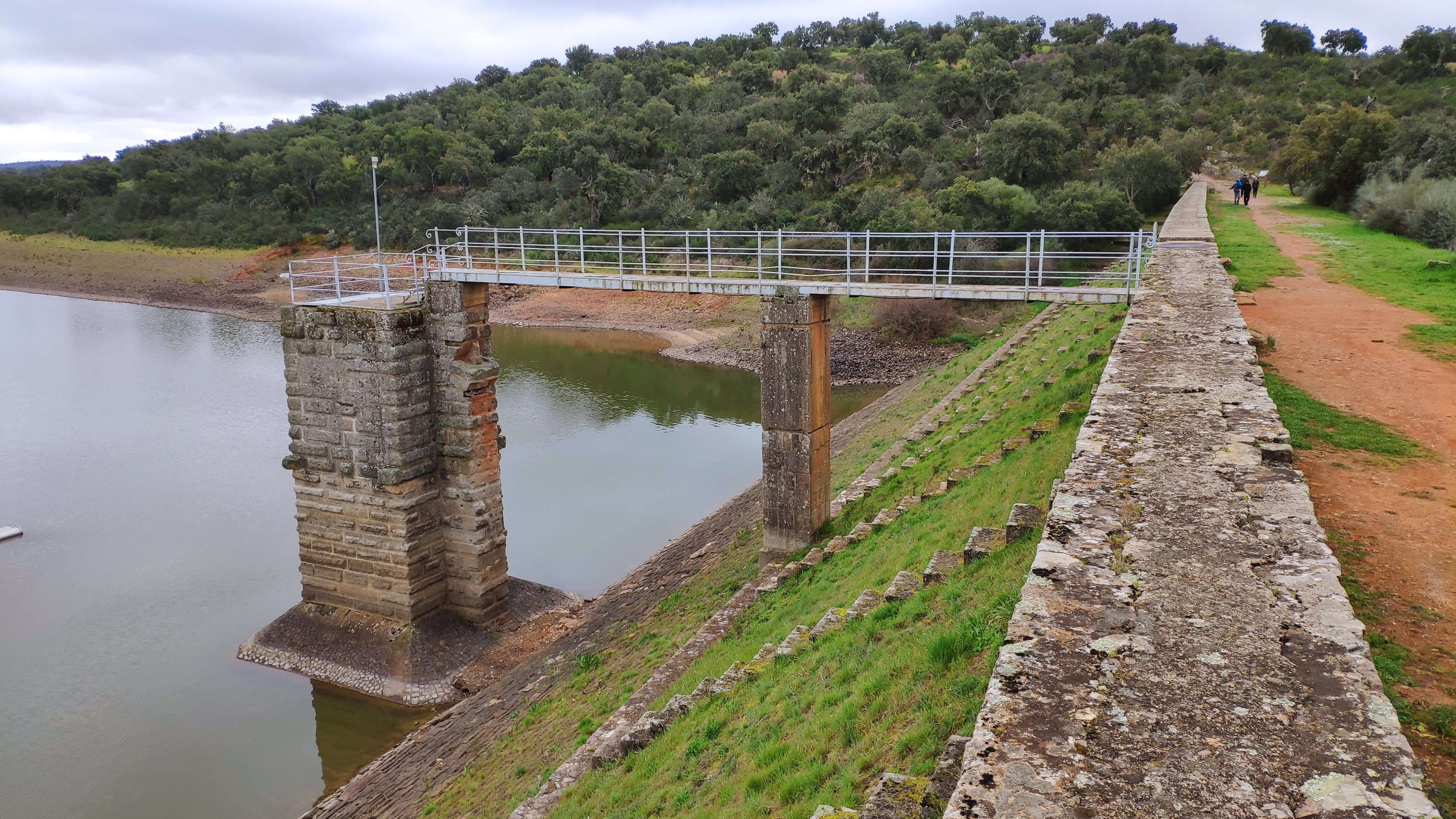
Vista de la presa de Cornalvo

En el corazón del parque se encuentra la presa de Cornalvo, de origen romano y declarada como Monumento Nacional en 1912, ubicada en un entorno paisajístico de gran belleza, propiciando que sea un lugar de gran interés cultural y recreativo.

## Ecosistemas
El hábitat más representativo lo constituyen las dehesas de encinar y de alcornocal, que se extienden principalmente por los terrenos llanos, dando lugar a variadas y diversas formaciones. En las laderas de las sierras aún existen zonas donde se conserva la vegetación de bosque y matorral mediterráneo, siendo un hábitat que en la actualidad prácticamente ha desaparecido en gran parte de las sierras que circundan las Vegas del Guadiana. El alto grado de conservación de estos ecosistemas y la escasa incidencia de las transformaciones humanas sobre el medio han propiciado la permanencia en este enclave de numerosas especies de fauna, estando inventariadas más de 250 especies de vertebrados. Existen dos especies de gran valor por estar catalogadas “en peligro de extinción”, como es el caso del jarabugo (Anaecypris hispanica), un pez endémico de la cuenca del Guadiana que fue descubierto para la ciencia en el río Aljucén, o la cigüeña negra (Ciconia nigra), que cuenta con varias parejas nidificantes en los densos alcornocales de Cornalvo.

## Estatus de protección
El parque natural de Cornalvo fue clasificado en 1991 como Zona de Especial Protección para las Aves (ZEPA), en virtud de la Directiva 79/409/CEE, relativa a la conservación de las aves silvestres. Dicha clasificación se justifica por estar inventariadas más de 175 especies de aves dentro del espacio, entre las que cabe destacar: elanio azul (Elanus caeruleus), buitre negro (Aegypius monachus), buitre leonado (Gyps fulvus), águila calzada (Hieraaetus fasciatus), águila imperial (Aquila adalberti) y grulla común (Grus grus).
Del mismo modo, en cumplimiento de la Directiva 92/43/CEE, relativa a la conservación de los hábitats naturales y de la fauna y flora silvestres, en 1999 también fue clasificado como Lugar de Importancia Comunitaria (LIC), por la presencia en el 74% de su superficie de hábitats incluidos en el Anexo I de dicha Directiva, como es el caso de las formaciones adehesadas de encina y alcornoque, los bosques de alcornoque, las zonas subestépicas de gramíneas y anuales y los bosques de fresnos. En cuanto a los taxones, están inventariadas diez especies incluidas en el Anexo II de la Directiva 92/43/CEE: capricornio de la encina (Cerambyx cerdo), jarabugo (Anaecypris hispanica), barbo común (Barbus comiza), pardilla (Chodrostoma polylepis), pardilla (Rutilus lemmingii), calandino (Rutilus alburnoides), colmilleja (Cobitis taenia), galápago leproso (Mauremys leprosa), galápago europeo (Emys orbicularis) y nutria (Lutra lutra).
En virtud de su doble clasificación como Zona de Especial Protección para las Aves (ZEPA) y Lugar de Importancia Comunitaria (LIC), el parque natural de Cornalvo también es un lugar incluido en la Red Natura 2000, según establece el Real Decreto 1997/1995, de 7 de diciembre, por el que se establecen medidas para contribuir a garantizar la biodiversidad mediante la conservación de los hábitats naturales y de la fauna y flora silvestres.
El 19 de noviembre de 2004 fue declarado parque natural, mediante un decreto publicado en el Diario Oficial de Extremadura el día 30 de ese mismo mes.